# Madonna Bolognini
La Madonna Bolognini è un dipinto a olio su tavola trasportato su tela (60x51 cm) del Correggio, databile al 1514-1519 circa e conservato nella Pinacoteca del Castello Sforzesco a Milano.

## Storia
Il dipinto pervenne al museo nel 1865 col legato di Gian Giacomo Attendolo Bolognini. La datazione viene di solito fatta oscillare tra la Madonna di San Francesco (1514-1515, a Dresda) e la perduta Madonna di Albinea (1517-1519).
L'ascrizione al Correggio risale al tardo Ottocento.

## Descrizione e stile
Una stanza con una paraste decorata da candelabre a bassorilievo si apre su un lontano paesaggio fluviale, davanti al quale è ritratta, seduta e a mezza figura, la Madonna col Bambino in grembo, il quale gioca con san Giovannino che gli porge la croce, simbolo del futuro sacrificio di Gesù. Rappresenta una delle molte varianti del tema dell'incontro fra san Giovannino e il Cristo bambino, un tema molto caro a Leonardo e alla sua cerchia milanese. Il dipinto è infatti un chiarissimo esempio dell'influenza leonardesca sul giovane Correggio, sia nel tipo fisico della Madonna, sia nel paesaggio e nell'uso dello sfumato, accentuato dai particolari effetti d'ombra come quello del velo di Maria che, sporgendole sulla fronte di lato, getta una melanconica ombra sul suo volto.

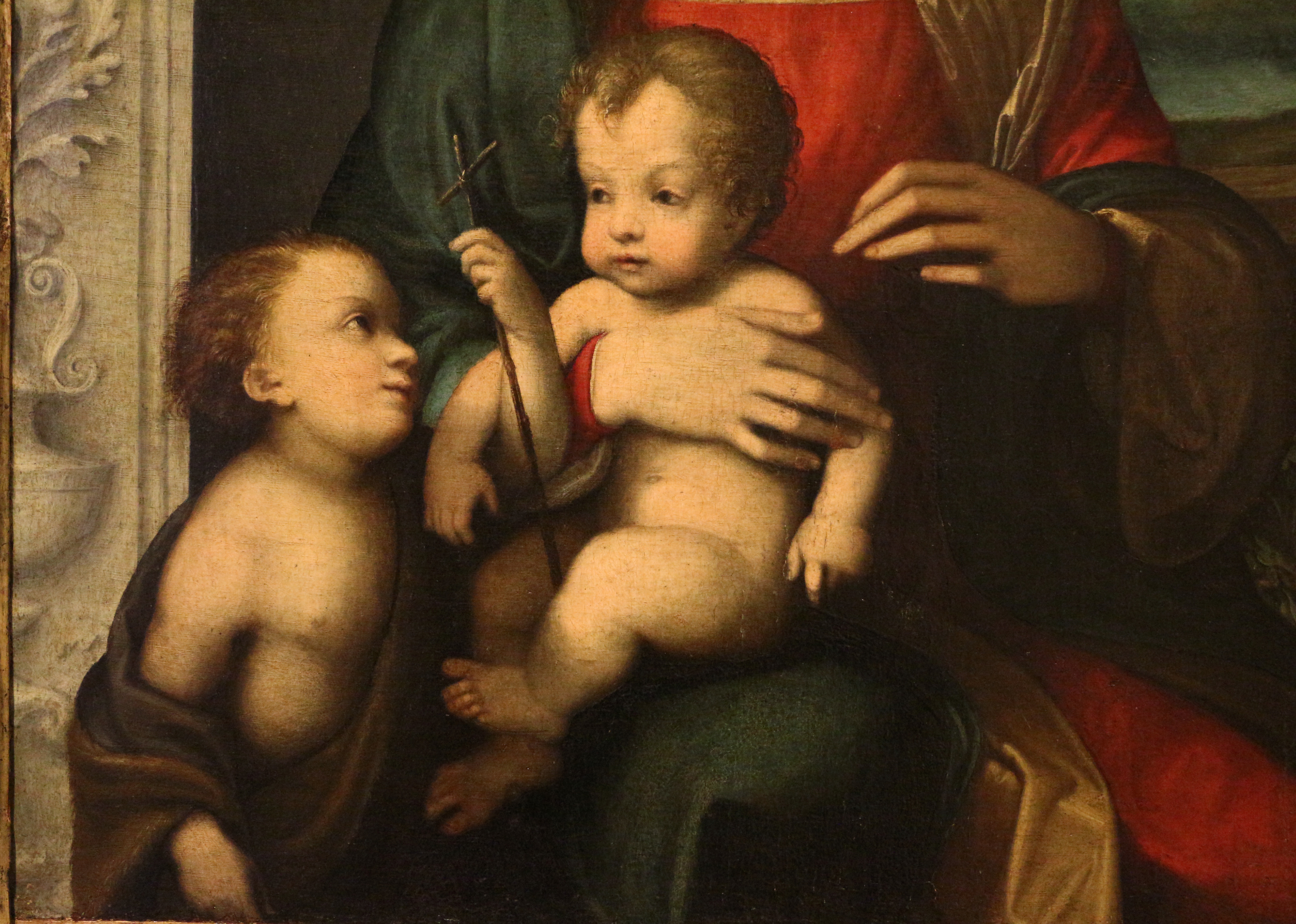
Dettaglio

Tuttavia l'atmosfera pervasa di sottile inquietudine che caratterizza molti dipinti di questo soggetto, è qui smorzata a favore di una scena affabile e dolce dove l'incontro fra i due bambini, denso di sinistri presagi, si risolve in un tenero intreccio di braccia e di sguardi ammiccanti. Solo la mano sinistra della Vergine, che pare sospesa fra il desiderio di proteggere il Bambino e la scelta di lasciarlo libero al suo destino, insinua un'allusione alla sua preveggenza.
La netta luce che illumina i bassorilievi contrasta con quella umida e vaporosa del paesaggio, dimostrando una pluralità di ispirazioni nel giovane pittore. La sapiente tessitura cromatica, con un'equilibrata orchestrazione dei rossi, dei gialli e dei blu, oltre ai candidi incarnati, fonde figure e paesaggio, in un continuo rimando di masse che evidenziano i protagonisti: ad esempio non è casuale la massa del fogliame di un albero ben illuminato dietro la Vergine, ma è un espediente per far stagliare di più la sua figura, prolungandone idealmente la statura.
Dato che l'opera ha subito un passaggio dalla tavola alla tela bisogna considerare che i colori erano certamente più vivaci (vicini forse alle tonalità smaltate della Madonna con il Bambino e san Giovannino dell'Art Institute of Chicago) così come l'impressione un po' sfuocata delle forme deve essere letta non come una scelta stilistica ma come il risultato di questo intervento.
Rispetto all'analogo dipinto del Philadelphia Museum of Art, che senza dubbio lo precedette, questo appare più maturo e meglio articolato, con una maggior cura con cui è resa l'ambientazione della scena, ospitata fra un paesaggio di ascendenza leonardesca sullo sfondo e la parasta in marmo bianco finemente decorata a grottesche in primo piano. Un motivo quest'ultimo che sta qui a costituire la sola sobria concessione del Correggio alle fantasie archeologiche di Mantegna, e al tempo stesso un omaggio, forse, alla decorazione del portale del Palazzo dei Principi di Correggio.